# 385-та артилерійська бригада (РФ)
385-та гвардійська артилерійська Одеська Червонопрапорна, ордена Богдана Хмельницького бригада — артилерійське з'єднання Сухопутних військ Збройних сил Росії. Бригада дислокується у селі Тоцьке, Оренбурзької області.
Умовне найменування — Військова частина № 32755 (в/ч 32755). Скорочена найменування — 385-та абр.
З'єднання перебуває у складі 2-ї гвардійської загальновійськової армії Центрального військового округу.

## Історія
Бригада створена як 44-та гвардійська гарматна артилерійська бригада 24 травня 1944 року на базі 110-го гвардійського гарматного артилерійського Одеського полку Резерву Верховного Головнокомандування, 1162-го гарматного артилерійського полку Резерву Верховного Головнокомандування й 839-го окремого розвідувального артилерійського дивізіону. У 1960 році переформована в 98-й гвардійський армійський артилерійський полк. 25 серпня 1981 року полк переформовано в 385-у гвардійську артилерійську бригаду, що перебувала в складі 3-ї загальновійськової армії до кінця існування Західної групи військ.
385-та гвардійська артилерійська бригада на момент розформування Західної групи військ перебувала у селищі Планкен біля міста Хальденслебен на території Східної Німеччини. Озброєння бригади на кінець 1980-х років становили 72 од. 2С5 «Гіацинт-С», 5 од. ПРП-3, 1 од. Р-145БМ, 2 од. БТР-60. У 1981 році на момент переформування з полку в бригаду на озброєнні з'єднання перебували гармати М-46 й гаубиці Д-20.

## Опис
Тренування бригади проходять на Тоцькому полігоні в Оренбурзькій області.

## Склад
- управління,
- гаубичний самохідно-артилерійський дивізіон,
- реактивний дивізіон,
- протитанковий дивізіон,
- розвідувальний артилерійський дивізіон,
- батарея управління,
- рота матеріального забезпечення,
- рота технічного забезпечення,
- інженерно-саперний взвод,
- взвод РХБЗ.[5]

## Озброєння
На озброєнні:
- 18 од. 152 мм СГ 2С19 "Мста-С" (за іншими даними 54 Мста-С і 18 Мста-СМ),
- 8 од. 9П140 "Ураган",
- 6 од. 100 мм МТ-12,
- 18 од. 9П149 "Штурм-С".[5]

## Втрати
Із відкритих джерел відомо про деякі втрати бригади в російсько-українській війні: